# Viktor Hamburger
Viktor Hamburger (Landeshut, Silesia, 1900 - San Luis, 12 de junio de 2001) fue un zoólogo y embriólogo alemán.

## Biografía
Después de estudiar Zoología en Breslau, Heidelberg y Múnich, Viktor Hamburger entró en el laboratorio de Hans Spemann en Freiburg. Tras realizar estancias posdoctorales en Göttingham y Berlín-Dahlem y gracias a una beca Rockefeller, Hamburger fue a trabajar al laboratorio de Frank Lillie en Chicago. 
Debido a los cambios políticos que se sucedieron en Alemania con la llegada del nazismo, en 1935 Hamburger, de origen judio, fue expulsado por el rector de la universidad, el filósofo Martin Heidegger, pero, gracias a la Fundación Rockefeller, ganó un puesto para 50 años en la Universidad Washington en San Luis, siendo catedrático de Zoología durante 25 años. Durante ese tiempo, participó varios años en los cursos de Embriología de los laboratorios de biología marina de Woods Hole. 
En 1942 publicó su Manual de Embriología experimental.

## Obra

### Embriología experimental
En su investigación, Viktor Hamburger aplicó los métodos de la embriología experimental al estudio del desarrollo del sistema nervioso. Uno de los grandes descubrimientos de Hamburger fue el de la muerte celular programada en embriones de pollo: el 60% de las neuronas motoras en desarrollo mueren en los embriones normales.
Mientras colaboraba con su estudiante Rita Levi-Montalcini, esta y Stanley Cohen identificaron por vez primera el factor de crecimiento nervioso (Nerve Growth Factor), esencial para la diferenciación y supervivencia de muchas neuronas sensoriales y simpatéticas. Más tarde, Levi-Montalcini y Cohen recibirían el Premio Nobel de Medicina por los trabajos que iniciaron con Hamburger; algo polémico pues este último no recibió el Nobel mientras que Cohen si lo hizo.
A partir de entonces, Hamburger se dedicó a la investigación de los aspectos funcionales de la neurogénesis, estudiando las interacciones necesarias para el desarrollo de la motilidad embrionaria y los patrones de los movimientos de las extremidades. Utilizando embriones de pollo, Hamburger y sus colaboradores aislaron partes del sistema nervioso de los embriones, descubriendo que la mayor parte de las redes neuronales responsables del comportamiento se desarrollaban normalmente.

### Historia de la biología
Hamburguer realizó también contribuciones importantes sobre la historia de la biología: la relación entre la embriología y la teoría sintética de la evolución, la obra biológica de Goethe, la historia del vitalismo y el trabajo de Hans Spemann.
Viktor Hamburger fue el único invitado a la serie de conferencias que darían lugar al clásico libro de Mayr y Provine The Evolutionary Synthesis (1980). Después de Waddington, Hamburger fue el primer biólogo en denunciar la ausencia de la embriología de la Síntesis evolutiva moderna, culpando en parte a los propios embriólogos de esta deficiencia, dadas las reticencias de estos últimos a aceptar la diferencia entre desarrollo y herencia. 